# The Early Singles
Vous pouvez aider à l'améliorer ou bien discuter des problèmes sur sa page de discussion.
- Il ne cite pas suffisamment ses sources. Vous pouvez indiquer les passages à sourcer avec {{référence nécessaire}} ou {{Référence souhaitée}}, et inclure les références utiles en les liant aux notes de bas de page. (Marqué depuis avril 2024)
- Son contenu est rédigé entièrement ou presque à partir d'une seule source. N'hésitez pas à modifier cet article pour améliorer sa vérifiabilité en apportant de nouvelles références dans des notes de bas de page. (Marqué depuis avril 2024)
- Certaines informations devraient être mieux reliées aux sources mentionnées dans la bibliographie ou les liens externes. Améliorez sa vérifiabilité en les associant par des références. (Marqué depuis avril 2024)

- Archive Wikiwix
- Bing
- Cairn
- DuckDuckGo
- E. Universalis
- Gallica
- Google
- G. Books
- G. News
- G. Scholar
- Persée
- Qwant
- (zh) Baidu
- (ru) Yandex
- (wd) trouver des œuvres sur Wikidata

 (juin 2022).
La mise en forme du texte ne suit pas les recommandations de Wikipédia : il faut le « wikifier ».
Les points d'amélioration suivants sont les cas les plus fréquents. Le détail des points à revoir est peut-être précisé sur la page de discussion.
- Les titres sont pré-formatés par le logiciel. Ils ne sont ni en capitales, ni en gras.
- Le texte ne doit pas être écrit en capitales (les noms de famille non plus), ni en gras, ni en italique, ni en « petit »…
- Le gras n'est utilisé que pour surligner le titre de l'article dans l'introduction, une seule fois.
- L'italique est rarement utilisé : mots en langue étrangère, titres d'œuvres, noms de bateaux, etc.
- Les citations ne sont pas en italique mais en corps de texte normal. Elles sont entourées par des guillemets français : « et ».
- Les listes à puces sont à éviter, des paragraphes rédigés étant largement préférés. Les tableaux sont à réserver à la présentation de données structurées (résultats, etc.).
- Les appels de note de bas de page (petits chiffres en exposant, introduits par l'outil «  Source ») sont à placer entre la fin de phrase et le point final[comme ça].
- Les liens internes (vers d'autres articles de Wikipédia) sont à choisir avec parcimonie. Créez des liens vers des articles approfondissant le sujet. Les termes génériques sans rapport avec le sujet sont à éviter, ainsi que les répétitions de liens vers un même terme.
- Les liens externes sont à placer uniquement dans une section « Liens externes », à la fin de l'article. Ces liens sont à choisir avec parcimonie suivant les règles définies. Si un lien sert de source à l'article, son insertion dans le texte est à faire par les notes de bas de page.
- La présentation des références doit suivre les conventions bibliographiques. Il est recommandé d'utiliser les modèles {{Ouvrage}}, {{Chapitre}}, {{Article}}, {{Lien web}} et/ou {{Bibliographie}}. Le mode d'édition visuel peut mettre en forme automatiquement les références.
- Insérer une infobox (cadre d'informations à droite) n'est pas obligatoire pour parachever la mise en page.

Pour une aide détaillée, merci de consulter Aide:Wikification.
Si vous pensez que ces points ont été résolus, vous pouvez retirer ce bandeau et améliorer la mise en forme d'un autre article.
The Early Singles est un CD bonus qui regroupe les cinq premiers singles du groupe Pink Floyd, alors que Syd Barrett était encore avec eux. Ce disque est uniquement disponible dans le coffret de 1992, Shine On.

## Historique
L'emballage de chacun des albums précédemment sortis était unique pour cet ensemble, chaque CD étant logé dans un solide boîtier noir avec un petit autocollant de la couverture de l'album apposée au recto. Lorsqu'elles sont alignées par ordre de parution, les épines des huit boîtiers de CD affichent l'image de prisme de la couverture de l'album The Dark Side of the Moon.
Le coffret comprend un livre à couverture rigide relatant la carrière de Pink Floyd, de ses débuts à 1992, ainsi qu'une enveloppe de cartes postales illustrant les œuvres d'art des sept albums inclus et la couverture du coffret lui-même.
La collection devant présenter le meilleur de Pink Floyd, il a été décidé de ne pas inclure les albums de bandes sonores More ou Obscured by Clouds, ni les albums Ummagumma, Atom Heart Mother et The Final Cut. Le premier album du groupe, The Piper at the Gates of Dawn, a également été omis, car EMI prévoyait de sortir une édition spéciale de l'album à l'époque, et on espérait que les nouveaux fans achèteraient cet ensemble et la réédition du premier album.
David Gilmour a déclaré que le titre du coffret Shine On (tiré de la chanson "Shine On You Crazy Diamond" de l'album Wish You Were Here) ne visait pas à indiquer le départ à la retraite du groupe, mais plutôt la continuation de ses progrès. Selon le batteur Nick Mason, une des premières suggestions pour le titre du set était The Big Bong Theory. 

## Liste des chansons
Toutes les chansons sont écrites et chantées par Syd Barrett, sauf où mentionné.
1. Arnold Layne – 2:57
  - Chant : Syd Barrett
2. Candy and a Currant Bun – 2:47
  - Chant : Syd Barrett
3. See Emily Play – 2:54
  - Chant : Syd Barrett
4. The Scarecrow – 2:10
  - Chant : Syd Barrett
5. Apples and Oranges – 3:08
  - Chant : Syd Barrett
6. Paintbox (Rick Wright) – 3:47
  - Chant : Rick Wright
7. It Would Be So Nice (Rick Wright) – 3:46
  - Chant : Rick Wright
8. Julia Dream (Roger Waters) – 2:35
  - Chant : Roger Waters
9. Point Me at the Sky (Roger Waters, David Gilmour) – 3:35
  - Chant : David Gilmour, Roger Waters, Rick Wright
10. Careful with That Axe, Eugene (David Gilmour, Roger Waters, Rick Wright, Nick Mason) – 5:44

## Personnel
- Rick Wright – piano, orgue, mellotron sur 7, 8; vibraphone sur 10, chant sur 6, 7, chœurs sur 1, 2, 3, 4, 5, 8, 9
- Syd Barrett – guitare sur 1-6, chant sur on 1-5, chœurs sur 6
- David Gilmour – guitare sur 7-10, chant sur 8-10, chœurs sur 7
- Roger Waters – basse, chant sur 9, 10, chœurs sur 2, 3, 5-8
- Nick Mason – batterie, percussions